# Itaquascon simplex
Itaquascon simplex är en djurart som tillhör fylumet trögkrypare, och som först beskrevs av Mihelcic 1971.  Itaquascon simplex ingår i släktet Itaquascon och familjen Hypsibiidae. Inga underarter finns listade i Catalogue of Life.